# Les Bas-fonds d'Hawaï
Pour plus de détails, voir Fiche technique et Distribution.
Les Bas-fonds d'Hawaï (titre original : Hell's Half Acre) est un film américain réalisé par John H. Auer, sorti en 1954.

## Synopsis
Une femme qui pensait que son mari était mort finit par découvrir qu'il serait toujours en vie à Honolulu. Partie à sa recherche, elle le retrouve, mais celui-ci fréquente les bas-fonds de la ville et son univers interlope.

## Fiche technique
- Titre original : Hell's Half Acre
- Titre français : Les Bas-fonds d'Hawaï
- Réalisation : John H. Auer
- Scénario : Steve Fisher
- Photographie : John L. Russell Jr.
- Montage : Fred Allen
- Musique originale : R. Dale Butts
- Son : T.A. Carman
- Producteur : John H. Auer
- Société de production : Republic Pictures
- Pays de production :  États-Unis
- Langue : Anglais
- Format : Noir et blanc — 35 mm — 1,37:1 — Son : Mono (RCA Sound System)
- Genre : Film dramatique, Film policier, Film d'aventure, Film d'action, Film noir
- Durée : 90 minutes
- Dates de sortie : 
  - États-Unis : 1er juin 1954
  - France : 6 août 1954

## Distribution
- Wendell Corey : Chet Chester
- Evelyn Keyes : Donna Williams
- Elsa Lanchester : Lida O'Reilly
- Marie Windsor : Rose
- Nancy Gates : Sally Lee
- Leonard Strong : Ippy
- Jesse White : Tubby Otis
- Keye Luke : Chef de police Dan
- Philip Ahn : Roger Kong
- Robert Shield : Frank
- Clair Widenaar : Jamison
- Robert Costa : 'Slim' Novak